# Wat Songtham

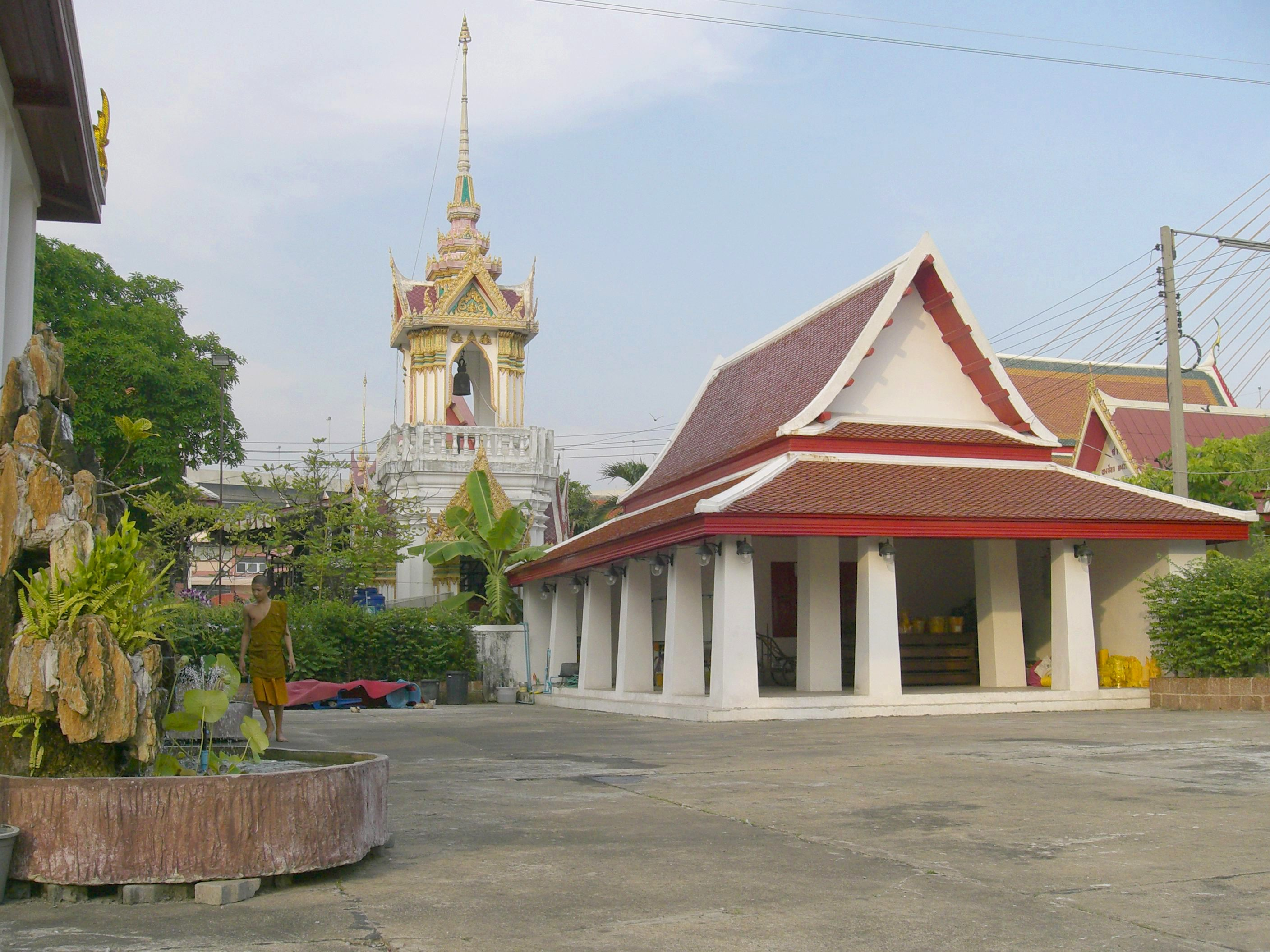
Wat Songtham

Wat Songtham (vollständiger Name Wat Songtham Worawihan, Thai วัดทรงธรรมวรวิหาร) ist ein buddhistischer Tempel im Amphoe Phra Pradaeng, Provinz Samut Prakan, Zentral-Thailand. Wat Songtham ist ein Königlicher Tempel Zweiter Klasse.
Der Tempel wurde 1814/15 von den Mon errichtet. Die Mon-Herkunft zeigt sich im Phra Raman Chedi. Die Gebäude des Tempels sind im Backsteinbau und in Zement gehalten. Das Dach des Ubosot ist mit Teakholz verziert. Innerhalb des Tempels befindet sich ein Fußabdruck Buddhas.